# Фабричный, Сергей Юрьевич
Сергей Юрьевич Фабричный (род. 10 января 1962, пос. Новый Свет, Донецкая область) — член Совета Федерации Федерального собрания Российской Федерации от законодательного органа государственной власти Новгородской области, депутат Государственной думы VI созыва от «Единой России»; председатель Новгородской областной думы (2008—2011); доктор юридических наук.

## Биография
С 1979 года — ученик электрослесаря на Углегорской ГРЭС; затем — корреспондент редакции заводского радиовещания Дебальцевского завода по ремонту металлургического оборудования.
В 1980—1982 годах служил в Вооружённых Силах СССР.
В 1982—1986 годах — слушатель Высшей комсомольской школы при ЦК ВЛКСМ.
С декабря 1986 года — второй секретарь, затем первый секретарь Боровичского горкома ВЛКСМ (Новгородская область). В 1990—1991 годах — управляющий делами Боровичского горисполкома.
С декабря 1991 года — заведующий организационно-инспекторским отделом Администрации Новгородской области. В 1994—1996 годах — заместитель председателя комитета государственной службы Новгородской области, заведующий отделом по работе с территориями.
В 1995 году окончил Московскую государственную юридическую академию по специальности «юриспруденция».
С января 1996 года — председатель комитета государственной службы Новгородской области.
В марте 2002 года избран депутатом Новгородской областной думы, заместителем председателя Новгородской областной думы. С декабря 2007 года — секретарь Новгородского регионального политсовета партии «Единая Россия».
В октябре 2008 года избран председателем Новгородской областной думы.
С декабря 2011 года — депутат Государственной думы Федерального собрания Российской Федерации VI созыва, член Комитета Государственной думы по гражданскому, уголовному, арбитражному и процессуальному законодательству.
В июле 2012 года назначен на должность Первого заместителя Руководителя Северо-Западного Межрегионального координационного совета Партии «Единая Россия».
С ноября 2012 по январь 2013 года исполнял обязанности руководителя Южного координационного совета Партии «Единая Россия».
24 января 2013 года решением Президиума Генсовета Партии назначен руководителем Центрального Межрегионального координационного совета Партии «Единая Россия».
Профессор кафедры управления и права Новгородского филиала Российской академии народного хозяйства и государственной службы при Президенте Российской Федерации, член Российской Академии юридических наук.
С 28 сентября 2016 года — представитель от законодательного органа государственной власти Новгородской области в Совете Федерации.
В марте  2024 года директор Федерального агентство по правовой защите результатов интеллектуальной деятельности военного, специального и двойного назначения.
Учредитель Новгородское региональное отделение Общероссийской общественной организации «Ассоциация юристов России»

## Сведения о доходах и собственности
Согласно декларации, Фабричный вместе с супругой получил в 2011 году доход в размере 6,7 млн рублей. Семье принадлежат 3 квартиры, гараж и 2 легковых автомобиля.

## Награды
- Орден Дружбы (8 декабря 1999 года) — за достигнутые трудовые успехи и большой вклад в укрепление дружбы и сотрудничества между народами[4].
- Медаль ордена «За заслуги перед Отечеством» II степени (26 августа 2016 года) — за активную законотворческую деятельность и многолетнюю добросовестную работу[5].
- Благодарность Президента РФ (2000, 2010).
- Почётная грамота правительства Российской Федерации (2 декабря 2013 года) — за многолетнюю плодотворную законотворческую деятельность и развитие законодательства Российской Федерации[6].
- Медаль Ярослава Мудрого I степени (Новгородский Государственный Университет им. Ярослава Мудрого, 2018)[7].